# O beijo no asfalto (película)
O beijo no asfalto es una película dramática brasileña de 1980 dirigida por Bruno Barreto, con guion de Doc Comparato basada en la obra de teatro homónima de Nelson Rodrigues.

## Sinopsis
Tras ser atropellado, y estar a punto de morir, un hombre le pide a Arandir que le dé un beso en la boca. Este hecho se convierte en noticia para la prensa generalista y Arandir pasa a ser blanco de los preconceptos culturales reprimidos. La policía, por su parte, comienza a investigarlo al suponer que el accidente ha sido un asesinato.

## Reparto principal
- Tarcísio Meira.... Aprígio
- Lídia Brondi.... Dália
- Daniel Filho.... Amado Pinheiro
- Ney Latorraca.... Arandir
- Oswaldo Loureiro.... Cunha
- Christiane Torloni.... Selminha

## Comentarios
La película fue seleccionada para representar a Brasil en los Festivales de Montreal y de Chicago.

## Versiones
- En el 2018 se estrenó una segunda versión. Dirigida por Murilo Benicio y protagonizada por Debora Falabella y Fernanda Montenegro.